# Mexikansk skogstrast
Mexikansk skogstrast (Catharus occidentalis) är en fågel i familjen trastar inom ordningen tättingar. Den förekommer i bergsskogar i Mexiko. Arten minskar i antal, men beståndet anses vara livskraftigt.

## Utseende och läte
Mexikansk skogstrast är en liten (15,5–18 cm) trast med rätt ofläclat bröst. Ovansidan är brun och undersidan ljusgrå. Den är mycket lik både rosthättad och orangenäbbad skogstrast, men näbben har unikt skär undersida med mörk spets och bröstet är svagt fläckat eller streckat. Vidare har den beigefärgade kanter på vingpennorna som formar ett kontrasterande ljust band, vilket dock endast ses i flykten. Sången är distinkt, med upprepade metalliska fraser.

## Utbredning och systematik
Mexikansk skogstrast förekommer i bergstrakter i Mexiko och delas in i fem underarter med följande utbredning:
- Catharus occidentalis olivascens – sydligaste Sonora, norra Sinaloa, västra Chihuahua
- Catharus occidentalis durangensis – nordvästra Durango
- Catharus occidentalis lambi – norra Puebla
- Catharus occidentalis fulvescens – Jalisco till södra Tamaulipas och västra Puebla
- Catharus occidentalis occidentalis – östra San Luis Potosí i Puebla och södra Oaxaca

Trots liknade utseende är arten inte nära släkt med rosthättad skogstrast. Genetiska studier visar i stället att den är systerart till eremitskogstrasten.

## Levnadssätt
Mexikansk skogstrast bebor höglänta skogar med tall och ek, vanligen med relativt öppen undervegetation, på mellan 1500 och 3500 meters höjd. Jämförrt med andra skogstrastar är den lite lättare att få syn på, oftast i början och slutet av dagen, hoppande utmed vägar eller stigar. Födan består mestadels av insekter, men även frukt. Det skålformade boet placeras på marken eller i ett litet träd. I södra Mexiko har ägg noterats från slutet av april till början av juli.

## Status och hot
Arten har ett stort utbredningsområde och en stor population, men tros minska i antal, dock inte tillräckligt kraftigt för att den ska betraktas som hotad. Internationella naturvårdsunionen IUCN listar därför arten som livskraftig (LC).